# Верховский, Сергей Борисович
Серге́й Бори́сович Верхо́вский (6 июня 1909, Ильино, Витебская губерния — 19 декабря 1963, Ленинград) — военно-морской деятель, контр-адмирал (05.11.1944).

## Биография
Верховский Сергей (Шмер) Борисович родился в селе Ильино (ныне — в Западнодвинском районе Тверской области), там же окончил школу.
В 1927 году поступил в Высшее военно-морское училище имени М. В. Фрунзе, которое окончил в 1931 году, окончил курсы командного состава при Учебном отряде подводного плавания (1932). В 1939 году вступил в ВКП(б).
В 1932—1938 годы — помощник командира подводной лодки "Батрак",  командир подводной лодки Щ-115 Балтийского флота, в 1938—1940 — начальник штаба бригады подводных лодок Тихоокеанского флота.
В годы Великой Отечественной войны — заместитель начальника штаба ТОФ (август 1940 – ноябрь 1941), командир 69-й морской стрелковой бригады (ноябрь 1941 – январь 1943), командир бригады ПЛ КБФ (январь 1943 – апрель 1945).
Участвовал в обороне Прибалтики и в боях на Карельском фронте. Контр-адмирал (5.11.1944).
В 1945 году — начальник отдела подводного плавания Черноморского флота. Затем командовал учебной бригадой подводных лодок Балтийского флота (декабрь 1945 — март 1946), 2-й бригадой подводных лодок 8-го ВМФ (1946—1949), Рижской военно-морской базой Балтийского флота (1949—1952).
В 1952—1953 годы — начальник кафедры тактики Черноморского высшего военно-морского училища.
В 1953 году уволен в отставку. Умер 24 декабря 1963 года в Ленинграде; похоронен на Коммунистической площадке Еврейского кладбища

## Награды
- орден Ленина (1935)
- два ордена Красного Знамени (1945, 1947)
- орден Ушакова 2-й степени (1945)
- орден Красной Звезды (1944)
- медаль «За оборону Ленинграда»[1]
- медаль «За взятие Кёнигсберга»